# ماري من اسكتلندا (فلم)
ماري من اسكتلندا (بالإنجليزية: Mary of Scotland) فيلم أبيض وأسود تاريخي درامي أمريكي إنتاج عام 1936 من إخراج جون فورد، وهو مقتبس من مسرحية ماكسويل أندرسون عام 1933 ، من بطولة كاثرين هيبورن في دور ماري ملكة اسكتلندا في القرن السادس عشر، مع فريدريك مارش يعيد تأدية دور بوثويل ، والذي قام به أيضًا على خشبة المسرح أثناء عرض المسرحية. كتب السيناريو دودلي نيكولز. أرادت جينجر روجرز أن تلعب هذا الدور وأجرت اختبارًا على الشاشة ، لكن شركة آر كي أو بيكتشرز رفضت طلبها بالتمثيل في الجزء وشعرت أن الدور لم يكن مناسبًا لصورتها.

## ملخص الفيلم
بتولي ماري عرشها كملكة لاسكتلندا، تثير الرعب في قلب الملكة إليزابيث الأولى. بعد أن أمضت 18 عامًا في السجن بأمر من إليزابيث ، عُرض على ماري عفو إذا وقعت على عرشها. هل ستقبل بالصفقة أم ستموت عوضًا عن ذلك؟

## طاقم التمثيل
- كاثرين هيبورن في دور ماري ملكة اسكتلندا
- فريدريك مارش في دور إيرل  بوثويل
- فلورنس إلدريدج في دور  إليزابيث إنجلترا
- دوغلاس والتون في دور اللورد  دارنلي
- جون كارادين في دور ديفيد ريزيو
- روبرت بارات في دور مورتون
- جافين موير في دور ليستر
- يان كيث في دور جيمس ستيوارت، إيرل موراي الأول
- موروني أولسن في دور جون نوكس
- ويليام ستاك في دور اللورد روثفن
- رالف فوربس في دور راندولف
- آلان موبراي في دور ثروكمورتون
- فريدا إنسكورت في دور ماري بيتون
- دونالد كريسب في دور هنتلي